# 第28回日本レコード大賞
第28回日本レコード大賞（だい28かいにほんレコードたいしょう）は、1986年12月31日（水）に日本武道館で行われた28回目となる『日本レコード大賞』である。TBSテレビで18:30 - 20:54まで生放送された。

## 概要
部門賞の発表は11月26日に「第28回速報！日本レコード大賞」のタイトルで日本青年館ホールで発表された。
第28回の大賞は、中森明菜の「DESIRE -情熱-」に決定した。2年連続2度目の受賞で、2連覇は1983年（第25回）の細川たかし以来史上2組目。女性歌手としては史上初。また大賞受賞歌手にこの回のTV番組提供スポンサーの1社であるマツダがルーチェを副賞として贈った。
大賞の発表は司会の森本毅郎、最優秀新人賞の発表は柴田一幸（TBS系ドラマ『親子ゲーム』の麻里男役）が務めた。
同年のオリコン年間売り上げ第1位になった石井明美の「CHA-CHA-CHA」（TBS『男女7人夏物語』の主題歌）は外国人の作曲だったが、石井が新人賞を受賞すると同時に特別賞として外国音楽賞が授与された。TBSドラマという要因はあるものの、これまでとは異なり、外国人の作曲に一時的ではあるが門戸が開かれたケースである。
神田正輝との結婚、出産により歌手活動を休止していた松田聖子は、「SUPREME」がアルバム大賞に選ばれ授賞式に生出演、久々にステージ上で姿を現した（昨1985年末の『第36回NHK紅白歌合戦』以来1年ぶり）。松田は同アルバムの中の「時間旅行」「ローラー・スケートをはいた猫」「瑠璃色の地球」の3曲をメドレーで披露するが、「時間旅行」の歌唱中に感極まって思わず涙声となるシーンがあった。
最優秀歌唱賞を受賞した北島三郎は、自身のスキャンダルにより当日の授賞式を欠席（紅白も辞退）した。受賞について主催者側は「出演辞退（欠席）と審査は関係なく投票で決めた」と説明。
視聴率は1.6P下落の29.8%に転落。30%割れは18年ぶり。
前半・後半でオーケストラを交代していたが、音楽の多様化と歌手専属バンドの台頭でオーケストラは「高橋達也と東京ユニオン」1団のみとなる。

## 司会
- 森本毅郎 - 3度目の司会。
- 竹下景子 - 5度目の司会。

進行補佐
- 生島ヒロシ（TBSアナウンサー） - 3度目の司会。

## 受賞作品・受賞者一覧

### 日本レコード大賞
- 「DESIRE -情熱-」
  - 歌手:中森明菜 - 2年連続2度目。
  - 作詞:阿木燿子 - 7年ぶり3度目。
  - 作曲:鈴木キサブロー
  - 編曲:椎名和夫
  - 所属事務所:研音
  - レコード会社:ワーナーパイオニア

### 最優秀歌唱賞
- 「北の漁場」
  - 歌手:北島三郎

### 最優秀新人賞
- 少年隊（曲:「仮面舞踏会」）

### アルバム大賞
- 「SUPREME」
  - 歌手:松田聖子

### ベストアーティスト賞
- 中森明菜（曲:「DESIRE -情熱-」など）

### 金賞（大賞ノミネート作品）
- 「熱き心に」
  - 歌手:小林旭
- 「天城越え」
  - 歌手:石川さゆり - 9年ぶり2度目。
- 「さだめ川」
  - 歌手:細川たかし - 5年連続5度目。
- 「Dance Beatは夜明けまで」　
  - 歌手:荻野目洋子
- 「ツイてるねノッてるね」　
  - 歌手:中山美穂
- 「DESIRE -情熱-」
  - 歌手:中森明菜 - 3年連続3度目。
- 「時の流れに身をまかせ」
  - 歌手:テレサ・テン
- 「浪花盃」
  - 歌手:五木ひろし - 3年連続7度目。前身の歌唱賞を合わせると12度目。
- 「Baby Rose」
  - 歌手:近藤真彦 - 3年ぶり2度目。
- 「My Revolution」
  - 歌手:渡辺美里

### 新人賞（最優秀新人賞ノミネート）
- 石井明美（曲:「CHA-CHA-CHA」）
- 少年隊（曲:「仮面舞踏会」）
- 西村知美（曲:「わたし・ドリーミング」）
- 真璃子（曲:「夢飛行」）
- 水谷麻里（曲:「乙女日和」）

### 優秀歌唱賞（最優秀歌唱賞ノミネート）
- 「女ともだち」
  - 歌手:柏原芳恵 - 2年連続2度目。
- 「豊予海峡」
  - 歌手:大月みやこ - 2年連続2度目。

### 優秀アルバム賞
- 「安全地帯IV」
  - 歌手:安全地帯
- 「J.BOY」
  - 歌手:浜田省吾
- 「SUPREME」
  - 歌手:松田聖子 - 3年ぶり2度目。
- 「TOUCH AND GO」
  - 歌手:角松敏生
- 「DA・DI・DA」
  - 歌手:松任谷由実 - 6年連続6度目。
- 「NIPPON NO ROCK BAND」
  - 歌手:KUWATA BAND
- 「POCKET MUSIC」
  - 歌手:山下達郎 - 3年ぶり4度目。単独賞時代のアルバム大賞を合わせると5度目。
- 「Lovin' you」
  - 歌手:渡辺美里
- 「REALISTIC」
  - 歌手:稲垣潤一 - 3年ぶり2度目。
- 「REBECCA IV 〜Maybe Tomorrow〜」
  - 歌手:REBECCA（レベッカ）

### 作曲賞
- 「時の流れに身をまかせ」（歌:テレサ・テン）
  - 作曲:三木たかし - 9年ぶり2度目。

### 編曲賞
- 「天城越え」（歌:石川さゆり）
  - 編曲:桜庭伸幸
- 「100%男女交際」（歌:小泉今日子）
  - 編曲:山川恵津子

### 作詩賞
- 「熱き心に」（歌:小林旭）
  - 作詩:阿久悠 - 2年連続4度目。大賞を合わせると9度目。

### 特別賞
- 石井明美

### 企画賞
- 東芝EMI(株)あの歌、この時〜由紀さおり 安田祥子 童謡を歌う(同、続、同同アンコールを含む)
- 星野哲郎ならびにキングレコード(株)大月みやこ/女の海峡物語
- (株)徳間ジャパン 三木鶏郎集大成

### 功労賞
- 飯田三郎
- 高峰三枝子

### 特別選奨
- 「熱き心に」の制作スタッフならびに歌唱者小林旭

## TV中継スタッフ
- 運営プロデューサー：青柳修、斎藤正人、滝本裕雄、久保嶋教生
- 構成：腰山一生、下尾雅美／山本宏章
- 音楽：服部克久
- 指揮：長洲忠彦、高橋達也
- 演奏：高橋達也と東京ユニオン、ベストアンサンブル／YAMATO、ファンタスティックス、BIRTHDAY、真璃子バンド
- コーラス：ルージュ
- ローラースケート：後楽園ローラースケート、ボンバーズファクトリー
- 踊り：名倉ジャズダンススタジオ、西田ジャズダンススタジオ
- 振付：名倉加代子、西田幸男
- スタッフ
  - 技術：橋本英一
  - TD：佐藤満
  - 映像：佐藤秀樹
  - カラー調整：山中正弘
  - 音声：椎木洋次
  - 照明：小島久明
  - 音響：平田研吉
  - 美術デザイン：三原康博、浦上憲司
  - 美術制作：和田一郎
- O・Aサブ
  - 技術：佐藤賢二郎
  - カラー調整：椎谷光雄
  - 音声：吉田克弥
  - 演出：大崎幹
- プロデューサー：滝本裕雄、塩川和則
- 舞台監督：高田卓哉
- 中継担当：田代誠
- 演出：浅生憲章
- 製作著作：TBS